# Anomalepis mexicanus
Anomalepis mexicanus là một loài rắn trong họ Anomalepididae. Loài này được Jan mô tả khoa học đầu tiên năm 1860.